# Hofkammer (Habsburgermonarchie)
Die Hofkammer war in der Habsburgermonarchie die zentrale Finanzbehörde zur Aufbringung der Einnahmen und Bedeckung der Ausgaben von Hof und Staat. Darüber hinaus hatte sie zeitweise noch zahlreichere weitere Kompetenzen.

## Bezeichnungen
- 1527–1749: Hofkammer
- 1749–1760: Directorium in publicis et cameralibus
- 1760–1816: Hofkammer
- 1816–1848: Allgemeine Hofkammer

## Entstehung

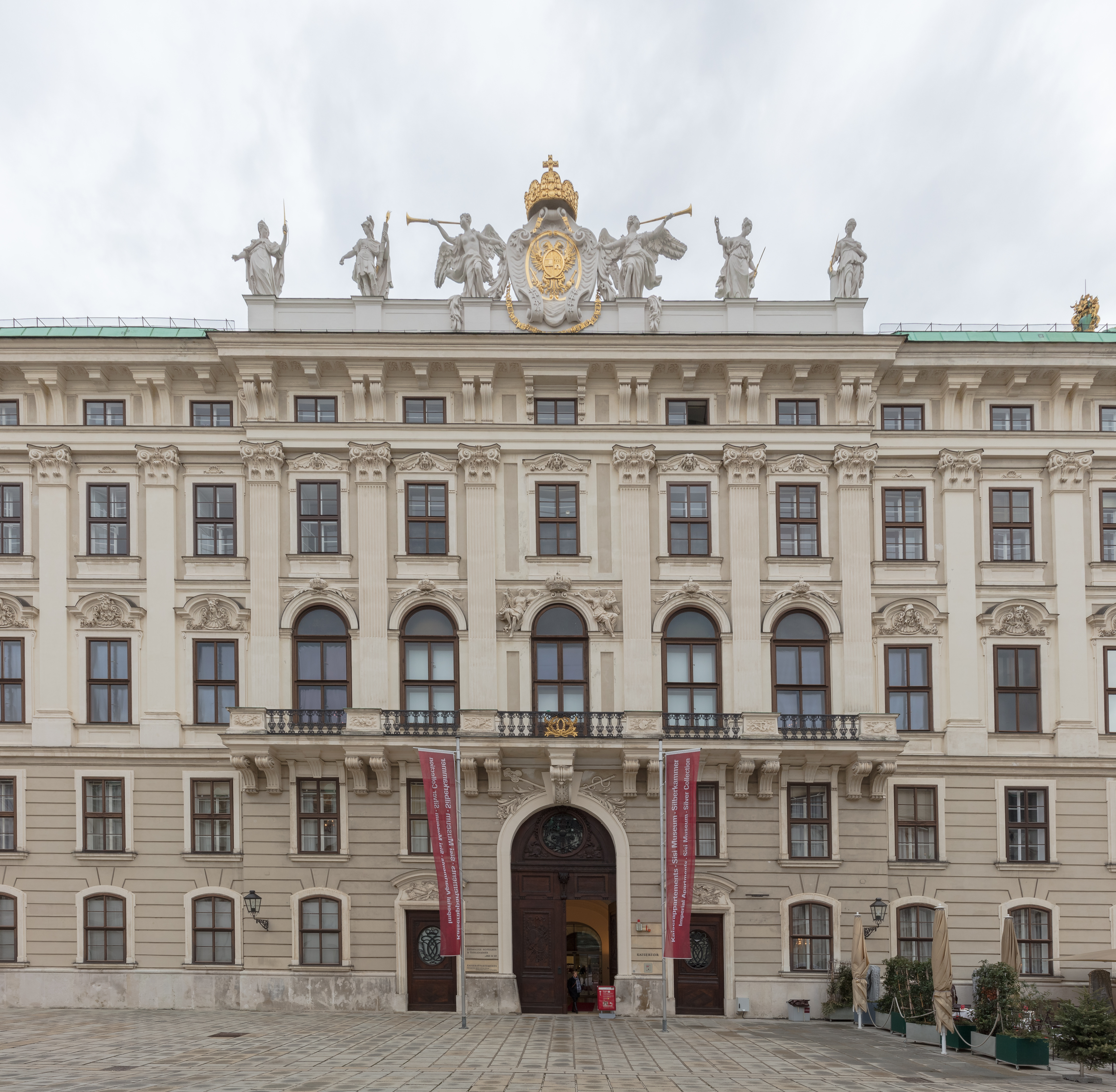
Reichskanzleitrakt, Bildhauer Lorenzo Mattielli

Bereits unter Maximilian I. wurde die Finanzverwaltung für die habsburgischen Erbländer und das Heilige Römische Reich in einer Hof- oder Schatzkammer zentralisiert, die zeitweise einem General-Schatzmeister, Simon von Hungerspach 1491, übertragen wurde, doch mit dem Tod des Kaisers endete vorläufig diese Institution wieder. Als Vorbild diente die burgundische Verwaltungsorganisation. Die maximilianische Hofkammer sollte als Kontrollorgan dienen und eine geordnete Finanzplanung ermöglichen, doch die kriegerische und unstetige Politik des „letzten Ritters“ machte alle Bemühungen zunichte.
Diese Behörde wurde unter Erzherzog Ferdinand weiter reformiert und konnte sich im Jahr 1527 als vom Reichshofrat unabhängige Hofkammer etablieren. Untergebracht war die Hofkammer im Reichskanzleitrakt der Hofburg in Wien.
In seinen ersten Regierungsjahren knüpfte Ferdinand I. an das von seinem Großvater Maximilian I. geschaffene Amt des Generalschatzmeisters an. Als Generalschatzmeister setzte er Gabriel von Salamanca-Ortenburgein. Auf Drängen der österreichischen Landstände erließ Ferdinand eine neue Hofstaatsordnung. Gleichzeitig wurde das Behördenwesen neu organisiert. So entstand am 1. Januar 1527 neben dem Geheimen Rat und dem Hofrat die Hofkammer als oberste Finanzbehörde. Durch die Schaffung der Hofkammer erhoffte sich Ferdinand einen besseren Überblick über seine verworrene Finanzlage zu bekommen.
Aus der Hofordnung von 1527 ergibt sich die Existenz einer Hofkammer, an deren Spitze ein Schatzmeister stand. Seine Mitarbeiter waren ein Pfennigmeister, zwei bis vier Hofkammerräte und zuerst ein, später mehrere Sekretäre und sonstiges Hilfspersonal. Schatzmeister wurde nach der Entlassung Salamancas Hanns Hofmann, den Ferdinand später zum Freiherrn zu Grünbühel und Strechau erhob. Die Hofkammer hatte mit den Kammern in den verschiedenen Herrschaftsbereichen Ferdinands zusammenzuarbeiten.
Da sich die Hofkammerinstruktion von 1527 als unzureichend erwies, erließ Ferdinand I. zehn Jahre später eine weitere Ordnung für die Hofkammer. Hierhinein flossen die Erfahrungen, die sich aus der Verwaltungspraxis ergaben, ein.
In der Hofkammerordnung vom 1. September 1537 kommen Schatz- und Pfennigmeister nicht mehr vor.
In den sechziger Jahren fungierte der kaiserliche Rat Sebastian Fuchs als Hofzahlmeister der offenbar, anfallende Ausgaben zu begleichen musste.

## Aufgaben
Der Kern des Aufgabengebietes der Hofkammer blieb die Unterhaltung des landesherrlichen Hofes, zu dem im weiteren Sinne auch die Amtsträger der zentralen Verwaltung gehörten. Ebenfalls in die Zuständigkeit der Hofkammer fiel die Koordination der landesherrlichen Finanzpolitik, das hieß die Überwachung der untergeordneten Ämter, bis zur endgültigen Eingliederung der Niederösterreichischen Kammer (1635) mischte sich die Hofkammer noch nicht in die operativen Tagesgeschäfte ein.
Die Kosten der Hofhaltung Ferdinands als Kaiser sind auf jährl. 500 000 Gulden, die gesamten Ausgaben (ohne Böhmen und Ungarn) auf 1,82 Mio. Gulden geschätzt und ein jährliches Defizit von ca. 300 000 Gulden errechnet worden. Die ordentlichen Einnahmen waren in der Regel verpfändet. Die Kreditbeschaffung lag in den fünfziger Jahren fast nur in der Hand von Georg Ilsung, Landvogt in Schwaben; dem Reichspfennigmeister Wolf Haller (1557–66) verblieb nur die Verwaltung der Reichshilfen und die Rückzahlung derjenigen Anleihen, die zur Vorfinanzierung der bewilligten Reichssteuern aufgenommen wurden.
Die ordentlichen landesfürstlichen Einnahmen flossen aus dem Kammergut, das waren jene Erträge aus Besitzungen, wo der Landesherr Grund und Boden besaß. Die Kammergüter verloren im Übergang vom Mittelalter zur Neuzeit zunehmend an Bedeutung, da sie häufig verpfändet wurden. Eine weitere Einnahmequelle waren die Regalien – verschiedene Ansprüche aus bestimmten landesherrlichen Rechten (Regalien) – beispielsweise Münz-, Forst-, Juden-, Salzregal usw. Zölle, Aufschläge und indirekte Steuern wurden in der Neuzeit eine wichtige Quelle zur Deckung der landesherrlichen Ausgaben. Diese eben genannten Einkommen reichten bald nicht mehr aus oder trafen nicht zeitgerecht in den Kameralämtern ein, so wurden Kreditgeschäfte und deren Organisation und Verwaltung ein wichtiger Aufgabenbereich der Hofkammer.
Ursprünglich für die Verwaltung des landesfürstlichen Eigenbesitzes und die Finanzierung des Hofstaates zuständig, befasste sich die Hofkammer mehr und mehr mit der Aufbringung der Gelder für die Staatsverwaltung und das stehende Heer. Eine zentrale Aufgabe der landesherrlichen Finanzbehörden war es immer wieder Mittel für das Militär zu organisieren. Im 18. Jahrhundert entwickelte es sich zu einem „Superministerium“, das Finanzen, Handel, Wirtschaft, Bergbau und Verkehr gleichermaßen betreute.
Die Hofkammer war für die Verwaltung der Einkommen aus Kameralbesitz und Regalien (Maut, Zölle, Münz- und Bergwesen) zuständig sowie für die Finanzierung des Kaiserhofes, des Militärs und des Beamtenapparates.

## Zugeordnete Länderkammern
Mit dem Erwerb der Kronen Böhmens und Ungarns durch Ferdinand I. wurden auch in diesen Königreichen eigene Kammern eingerichtet. Die Böhmische Kammer (gegründet 1527) hatte ihren Sitz in Prag, die Ungarische amtierte im Palais der Ungarischen Königlichen Kammer in Preßburg (gegründet 1528) und für Oberungarn die 1539, endgültig 1567 eingerichtete Zipser Kammer in Kaschau Vom Organisationsaufbau gesehen, waren sie der Niederösterreichischen Kammer, die in Wien ihren Sitz hatte, sehr ähnlich. 1557 wurde eine eigene Kammer für Schlesien in Breslau eingerichtet. Durch die Länderteilung nach der Ferdinandeischen Hausordnung entstanden 1564 auch in Innsbruck und Graz mit der 'Innerösterreichischen Hofkammer' eigene Hofkammern. Die Einnahmen der Länderkammern wurden zuerst für die örtlichen Ausgaben verwendet, erst die Überschüsse wurden an die Hofkammer in Wien weitergeleitet. Die Instruktion der Hofkammer von 1568 verstärkte das Weisungsrecht gegenüber den Länderkammern. Die endgültige Rechnungsprüfung fiel nun in die Kompetenz der obersten Finanzbehörde. Dazu mussten die Länderkammern in periodischen Abständen Berichte über ihre Einkünfte und Zahlungen an die Hofkammer abliefern. Außerdem wurde der Hofkammer aufgetragen, die Länderkammern regelmäßig zu visitieren, in der Praxis wurde dieser Pflicht jedoch nur sporadisch nachgegangen.

## Weitere unterstellte Ämter
Unter Geizkofler war der Amtssitz des Reichspfennigmeisters zur Einnahme der Reichssteuern Augsburg mit einer Außenstelle in Wien, das Amt selbst der Hofkammer bzw. dem Geheimen Rat (für die 1598 beschlossenen Reichshilfen) unterstellt.

## Hofkammerinstruktion von 1568
Unter Maximilian II. stand es um die Finanzen nicht gut: »Druckende Geldknappheit, Verpfändung einer großen Anzahl von Domänen, keinerlei Übersicht über die Einnahmen und Ausgaben.« Dem sollte 1568 mit einer neuen Hofkammerordnung abgeholfen werden, in der die schon 1514/15 vorgesehene Ablieferung der Abrechnungen der Amtleute an die Hofkammer und deren Erfassung aufgenommen wurde. Je nach Relevanz des Amtes waren jährliche, monatliche oder vierteljährliche Auszüge anzufordern und zu systematischen Übersichten über die Ämter zu verarbeiten, Säumigkeit und Unordentlichkeit der Amtleute sollten abgestellt werden.

## Entwicklung bis zu Auflösung 1848
In der Regierungszeit Kaiser Rudolfs II. war die Hofkammer zwischen Prag und Wien geteilt. Die Prager Abteilung wurde „Hofkammer“ genannt, die Wiener Abteilung bis 1608 „hinterlassene Hofkammer“; 1608 wurde die Spezifizierung umgekehrt):  schließlich lagen auch die beiden Hofkammerabteilungen in Prag (Rudolf II.) und Wien (Matthias) im Streit, nicht weniger der Reichshofrat und die Hofkanzlei. Ab Maria Theresia und Joseph II. wurde häufig umstrukturiert.
1816 entstand die „allgemeine Hofkammer“ in Wien als zentrale Finanzbehörde des Kaisertums Österreich, die nicht nur die oberste Behörde für das Finanzwesen, sondern auch für Handel, Wirtschaft, Bergbau und den Verkehr zuständig war. Erst 1848 wurden diese Kompetenzen auf mehrere neu geschaffene Ministerien, u. a. das k. k. Finanzministerium aufgeteilt.

## Hofkammerpräsidenten
An Spitze der Behörde stand zunächst der obriste Rat, später als Präsident bezeichnet.
- 1527–1549 Hans Hofmann von Grünbühel
- 1550–1556 Philipp Freiherr von Breuner
- 1556–1567 Erasmus Freiherr von Gera
- 1567–1576 Reichard Streun Freiherr von Schwarzenau
- 1577–1579 Christoph Freiherr von Althan
- 1580–1601 Ferdinand Hofmann Freiherr von Grünbühel
- 1602–1605 Wolf Freiherr von Unverzagt (Collaltopalais)
- 1605–1606 Jakob Freiherr von Mollard
- 1506–1508 Helmhart Freiherr von Jörger
- 1508–1512 Paul Freiherr von Krauseneck
- 1612–1613 Hans Freiherr von Urschenbeck
- 1613–1615 Seyfried Christoph von Breuner
- 1615–1616 Gundacker Freiherr von Liechtenstein
- 1617–1618 Vakanz
- 1618–1619 Seifrid Christoph Freiherr von Breuner [19]
- 1619–1623 Gundacker Freiherr von Liechtenstein
- 1623–1629 Anton Wolfradt, Abt von Kremsmünster[20]
- 1630–1634 Maximilian Freiherr von Breuner (1593–1635)[21]
- 1634–1637 Ignaz Krafft, Abt von Lilienfeld
- 1637–1648 Ulrich Franz Graf Kolowrat
- 1648–1656 David Ungnad von Weissenwolff
- 1656–1679 Georg Ludwig von Sinzendorf
- 1680–1683 Christoph Freiherr von Abele
- 1683–1692 Wolfgang Andreas Graf Orsini-Rosenberg
- 1692–1694 Leopold Graf Kollonitsch, Kardinal, Erzbischof von Kalocsa
- 1694–1698 Seyfried Christoph Graf Breuner
- 1698–1700 Thomas Graf Starhemberg[22]
- 1700–1703 Gotthard Graf Salburg
- 1703–1715 Gundaker Thomas Starhemberg
- 1716–1719 Franz Anton Graf Walsegg
- 1719–1755 Johann Franz Gottfried Graf Dietrichstein[23]
- 1755–1759 Karl Ferdinand von Königsegg
- 1759–1762 Rudolph Chotek von Chotkow
- 1762–1765 Johann Seyfried von Herberstein (1706–1771)
- 1765–1771 Carl Friedrich Hatzfeldt zu Gleichen
- 1771–1796 Leopold Wilhelm von Kolowrat-Krakowsky
- 1796–1797 Prokop Graf Lazansky
- 1797–1802 Franz Graf Saurau
- 1802–1808 Karl Graf Zichy
- 1808–1810 Joseph Graf O’Donnell
- 1810–1813 Joseph von Wallis
- 1813–1814 Alois von und zu Ugarte
- 1814–1816 Johann Philipp von Stadion
- 1816 Joseph Graf von Herberstein-Moltke
- 1816–1823 Ignaz Karl von Chorinsky
- 1823–1830 Michael Graf Nádasdy
- 1830–1834 Franz von Klebelsberg zu Thumburg
- 1834–1840 Peter Joseph von Eichhoff
- 1840–1848 Karl Friedrich von Kübeck

## Weitere Mitglieder
- Vinzenz Muschinger Freiherr von Gars (Hofkammervizepräsident)[24]

## Ende
Die Revolution von 1848 und der darauf folgende Umbau der gesamten Staatsverwaltung beendeten die mehr als 300-jährige Geschichte der Hofkammer wie auch der Hofkanzlei. Ihre weit gespannten Agenden wurden auf mehrere neu geschaffene Ministerien und Ämter aufgeteilt, so u. a. das k.k. Finanzministerium.

## Hofkammerarchiv

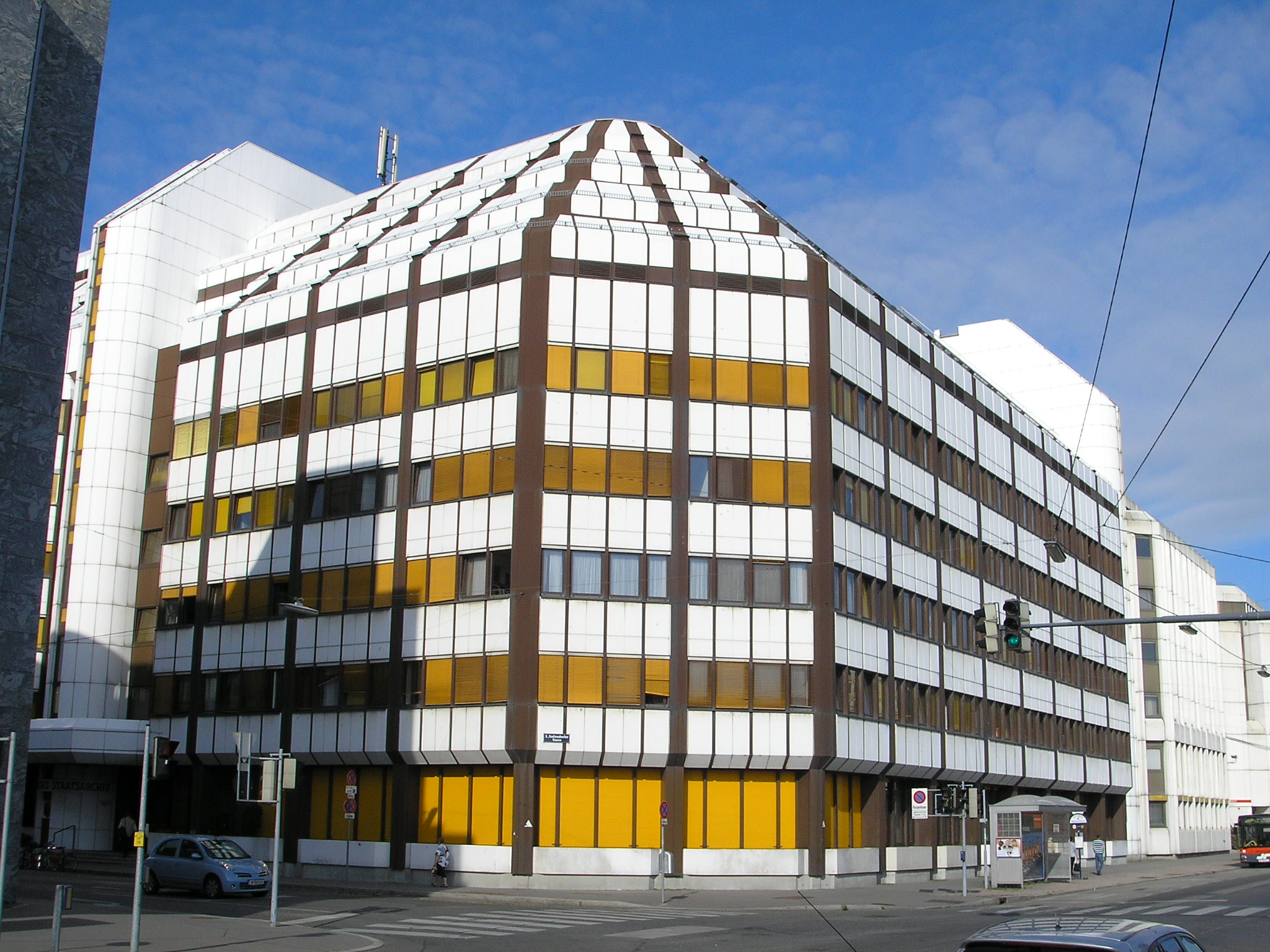
Zentralarchivgebäude des Österreichischen Staatsarchivs, in der Nottendorfer Gasse 2 in Wien 3 (Bundesamtsgebäude Erdberg)

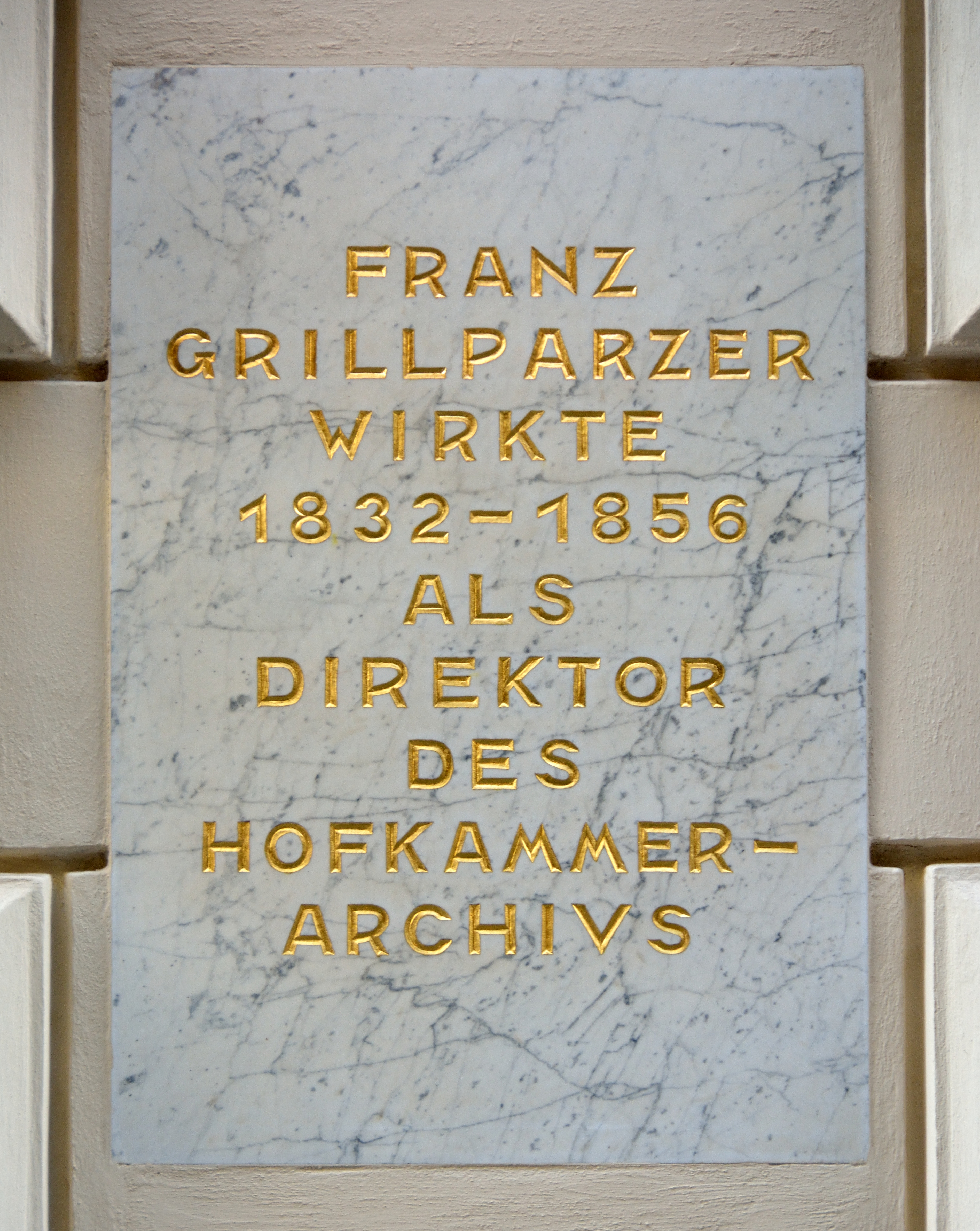
Inschrift am ehemaligen Hofkammerarchiv

Das erstmals 1578 erwähnte Hofkammerarchiv ist das älteste der Wiener Zentralarchive.  Zunächst wurde das Archiv, das 1694 Zuwachs durch die Einverleibung der Bestände der vormaligen Niederösterreichischen Kammer und 1753 jener des einstigen Vizedomamts erhielt, in entsprechend adaptierten Räumlichkeiten im Nordtrakt des Kaiserspitals untergebracht. 1755 wurde es teils in die Wipplingerstraße (Österreichisch-Böhmische Hofkanzlei), teils in die Himmelpfortgasse (Winterpalais des Prinzen Eugen) transferiert, kehrte jedoch 1777 mit allen seinen Beständen wieder ins Kaiserspital zurück. Nachdem 1833 zusätzliche Räume im Kleinmariazeller Hof in Anspruch genommen worden waren, trat an dessen Stelle (nach der Demolierung des Hofes 1842) ein Archivneubau von Paul Sprenger, in dem 1848 das gesamte Hofkammerarchiv untergebracht wurde, das sich in der Johannesgasse 6 befand, in dem sich heute das Literaturmuseum der Österreichischen Nationalbibliothek befindet.
Franz Grillparzer, österreichischer Dramatiker und Archivar, war in den Jahren 1832–1856 Direktor des Hofkammerarchivs bzw. des Archivs des k.k. Finanzministeriums. Im zweiten Stock befindet sich das sein ehemaliges Arbeitszimmer. Das Direktionszimmer Grillparzers ist Bestandteil des Literaturmuseums.
1945 wurden die getrennt geführten Bestände des Hofkammerarchivs und  des Finanzarchivs im Finanz- und Hofkammerarchiv zusammengeführt und am 1. Dezember 2006 dem Allgemeinen Verwaltungsarchiv eingegliedert. Der Großteil des Archivgutes wurde in das Zentralarchivgebäude des Österreichischen Staatsarchivs in der Wiener Nottendorfergasse übersiedelt. Das Hofkammerarchiv umfasst mehr als 30 Millionen Akten, über 10.000 Handschriften sowie zahlreiche Urkunden und Pläne der Hofkammer. Neben den Akten der Finanzverwaltung findet man auch Unterlagen über die Hofstaatsauslagen und die damit verbundenen Repräsentationskosten für Kunst und Kultur. Handwerker und Künstler, Dichter und Denker, Alchemisten und Astrologen wirkten letztlich für Geld, das sie allerdings der langsam zahlenden Hofkammer oft erst mit beredten Bittschriften abringen mussten.
Das Finanz- und Hofkammerarchiv gliedert sich in die Bestandsgruppen:
- Alte Hofkammer – Hoffinanz (1500–1762)
- Neue Hofkammer und Finanzministerium (1749–1918)[8]

### Direktoren
- Franz Grillparzer (1832–1856)
- Johann Otto Prechtler (1857–1865; Übernahme der Hofzahlamtsbücher)
- Carl Oberleitner (1866)
- Anton Neubauer (1867–1873)
- Franz Kürschner (1874–1880)
- Carl von Hofer (1880–1886; Enkel von Andreas Hofer)
- Ludwig von Thallóczy (1887–1917)
- Gustav Bodenstein (1918–1923)
- Franz Wilhelm (1923–1930)
- Josef Kallbrunner (1930–1945)

Finanz- und Hofkammerarchiv 
- Karl Ausserer (1945–1950)
- Hanns Leo Mikoletzky (1950–1967)
- Walter Winkelbauer (1968–1984)
- Gottfried Mraz (1986–1998)
- Christian Sapper (1998–2006)[25]